# Saison 2018 de l'équipe cycliste Akros-Renfer SA
La saison 2018 de l'équipe cycliste Akros-Renfer SA est la quatrième de cette équipe.

## Préparation de la saison 2018

### Arrivées et départs
| Arrivées         | Équipe 2017     |
| ---------------- | --------------- |
| Antoine Aebi     | Roth-Akros Devo |
| Gordian Banzer   | Hörmann         |
| Stefan Bissegger | Roth-Akros Devo |
| Simon Bruhlmann  | Hörmann         |
| Jonas Döring     | Roth-Akros Devo |
| Lois Dufaux      | Roth-Akros Devo |
| Robin Froidevaux | Roth-Akros Devo |
| Nico Selenati    | MG Project      |
| Justin Paroz     | Hörmann         |
| Jan Rüttimann    | Hörmann         |
| Joel Suter       | Roth-Akros Devo |
| Yannis Voisard   | Roth-Akros Devo |

| Départs            | Équipe 2018         |
| ------------------ | ------------------- |
| Valentin Ballifard | Retraite            |
| Jonathan Fumeaux   | Retraite            |
| Lukas Jaun         |                     |
| Pirmin Lang        |                     |
| Damian Lüscher     |                     |
| Mathias Reutimann  |                     |
| Colin Stüssi       | Amore & Vita-Prodir |
| Roland Thalmann    | Vorarlberg-Santic   |
| Diego Wendelspiess |                     |

## Coureurs et encadrement technique

### Effectif
| Cycliste         | Date de naissance  | Nationalité | Équipe 2017     |  |
| ---------------- | ------------------ | ----------- | --------------- |  |
| Antoine Aebi     | 1er septembre 1998 | Suisse      | Roth-Akros Devo |  |
| Gordian Banzer   | 11 juin 1996       | Suisse      | Hörmann         |  |
| Stefan Bissegger | 13 septembre 1998  | Suisse      | Roth-Akros Devo |  |
| Simon Bruhlmann  | 11 mars 1995       | Suisse      | Hörmann         |  |
| Lois Dufaux      | 16 février 1998    | Suisse      | Roth-Akros Devo |  |
| Jonas Döring     | 20 septembre 1998  | Suisse      | Roth-Akros Devo |  |
| Robin Froidevaux | 17 octobre 1998    | Suisse      | Roth-Akros Devo |  |
| Justin Paroz     | 23 mars 1996       | Suisse      | Hörmann         |  |
| Jan Rüttimann    | 7 août 1995        | Suisse      | Hörmann         |  |
| Nico Selenati    | 30 juillet 1996    | Suisse      | MG Project      |  |
| Joel Suter       | 25 octobre 1998    | Suisse      | Roth-Akros Devo |  |
| Yannis Voisard   | 26 juillet 1998    | Suisse      | Roth-Akros Devo |  |

## Bilan de la saison

### Victoires
| Victoires | Victoires | Victoires | Victoires | Victoires | Victoires |
| Date      | Course    | Pays      | Classe    | Vainqueur |           |
| --------- | --------- | --------- | --------- | --------- | --------- |